# Torpsbruk

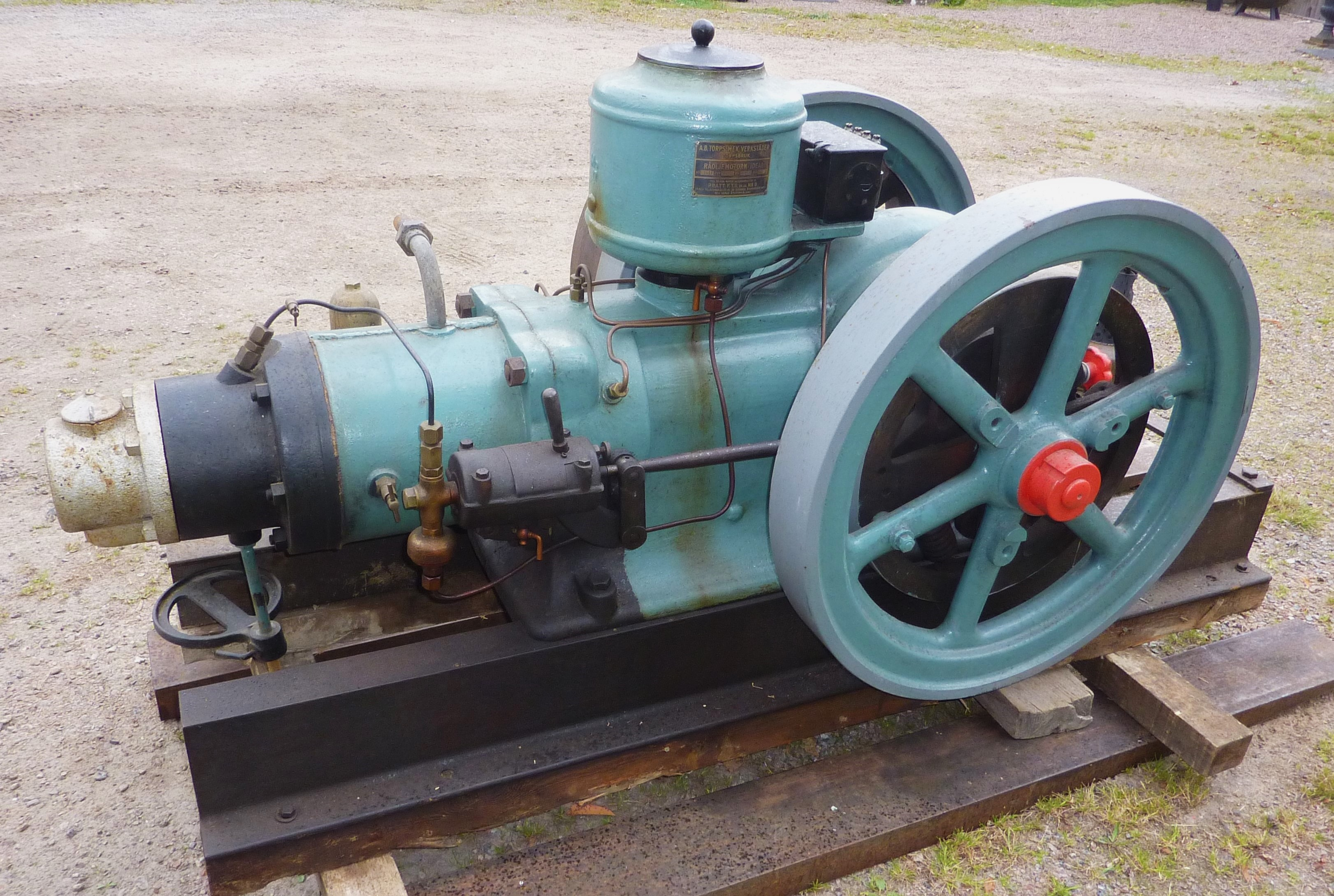
Torps motor från 1934. En klassisk "IDEAL" tändkulemotor för råolja, tillverkad vid Torps Mekaniska Verkstad under 1930-talet. Nu vid Rubens i Götene

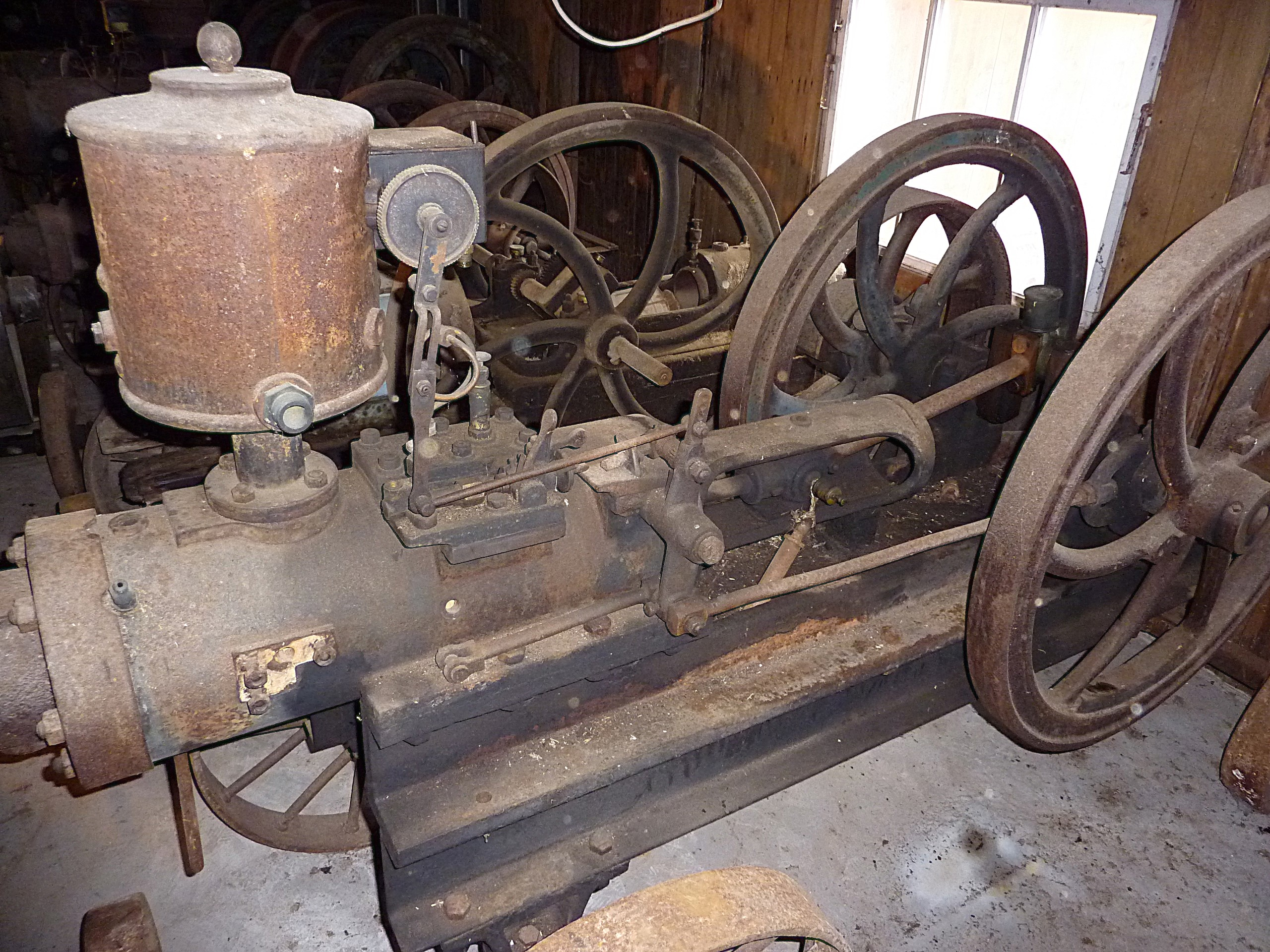
Torps första typ av tändkulemotor från 1910-talet. Den enda kända av denna typ. Nu vid Rubens Maskinhistoriska Samlingar, Götene

Torpsbruk, tidigare Pukaström,  är en tätort i Moheda distrikt (Moheda socken) i Alvesta kommun i Kronobergs län.

## Historik
Torpsbruk anlades vid Pukaån 1862 som en bruksort med masugn. Grundare till gruvbolaget Gustafsberg var Johannes Ericsson i Lycke och några andra ortsbor. Malmen var dock av låg kvalitet, varför ett gjuteri och en mekanisk verkstad anlades som komplettering. Under de första åren tillverkades bland annat vedspisar, strykjärn, plogar och våffeljärn. I slutet av 1870-talet startade tillverkning av lokomobiler och tröskverk, från 1875 organiserat som Torps Mekaniska Verkstads AB. Den patenterade lokomobilen "Fenix" blev framgångsrik. Idag finns 3 st Fenix bevarade vid Rubens i Götene. Företaget blev landets näst största tillverkare av lokomobiler och en av de fyra största tröskverksfabrikanterna. Mellan 1910 och 1940-talet tillverkades tändkulemotorer för fotogen och råolja av märket "Ideal".
Verkstaden köptes av Stal-Laval och lades ned. Verkstadslokalen köptes av Torsten Ullman AB, som 1961 flyttade all sin produktion till Moheda. Företaget köptes 1967 av Finnveden AB. Kvar finns kulturhistoriskt intressanta byggnader såsom en bruksherrgård och en kvarnbyggnad.
Den 26 januari 2018 rasade masugnen.

## Näringsliv
Företag i Torpsbruk är sängtillverkaren Vislanda Sängar., medieföretaget Golem Film, kökstillverkaren Moheda Kök och Torpatoffeln. Det sistnämnda företaget grundades 1973 och är en av Sveriges största toffeltillverkare.

## Föreningar
Torpsbruks Samhällsförening är en partipolitiskt och religiöst oberoende ideell förening. Föreningens ändamål är att vidta och samordna aktiviteter, avsedda att främja samhällets utveckling och invånarnas trevnad. 
Föreningen bildades 8 juli 1953 under namnet Torpsbruks Fastighetsägareförening. Vid ett styrelsemöte 11 december 1974 bestämdes att föreningen skulle ombildas och byta namn till Torpsbruks Samhällsförening för att omfatta hela samhället och inte bara fastighetsägarna.
När IFK Torpsbruk la ned verksamheten tog samhällsföreningen över fotbollsplanen och klubbstugan från 2010. Samhällsföreningen samverkade med SVT när man gjorde en dokumentär om Torpsbruk som sändes 17 augusti 1976. Ett av föreningens större projekt var 2009 att bygga ett fibernät i egen regi för att hålla ned kostnaden och samhället skulle få tillgång till snabbt internet. Några av de årliga aktiviteter som samhällsföreningen genomför är bland annat:
- Julgran och julgransdans
- Majbål med fyrverkeri
- Pubafton
- Den gemensamma vårstädningen är också en gammal tradition

## Idrott
Mellan 1952 och 2007 var fotbollslaget IFK Torpsbruk, som mestadels befann sig i Division 6, aktivt och spelade på Torpsbruks IP 
Mats Wilander kommer från bygden. 

## Torpsbruk i litteraturen
Författaren Margareta Strömstedt flyttade till Torpsbruk som barn år 1942, och hur samhället då såg ut skildras i boken Majken flyttar till Paradiset.

## Befolkningsutveckling
| Befolkningsutvecklingen i Torpsbruk 1960–2020 | Befolkningsutvecklingen i Torpsbruk 1960–2020 | Befolkningsutvecklingen i Torpsbruk 1960–2020 | Befolkningsutvecklingen i Torpsbruk 1960–2020 | Befolkningsutvecklingen i Torpsbruk 1960–2020 |
| --------------------------------------------- | --------------------------------------------- | --------------------------------------------- | --------------------------------------------- | --------------------------------------------- |
|                                               |                                               |                                               |                                               |                                               |
| År                                            |                                               |                                               | Folkmängd                                     | Areal (ha)                                    |
| 1960                                          | 1960                                          |                                               | 353                                           |                                               |
| 1965                                          | 1965                                          |                                               | 435                                           |                                               |
| 1970                                          | 1970                                          |                                               | 419                                           |                                               |
| 1975                                          | 1975                                          |                                               | 462                                           |                                               |
| 1980                                          | 1980                                          |                                               | 482                                           |                                               |
| 1990                                          | 1990                                          |                                               | 462                                           | 67                                            |
| 1995                                          | 1995                                          |                                               | 425                                           | 67                                            |
| 2000                                          | 2000                                          |                                               | 357                                           | 66                                            |
| 2005                                          | 2005                                          |                                               | 354                                           | 66                                            |
| 2010                                          | 2010                                          |                                               | 334                                           | 65                                            |
| 2015                                          | 2015                                          |                                               | 369                                           | 65                                            |
| 2020                                          | 2020                                          |                                               | 346                                           | 64                                            |
|                                               |                                               |                                               |                                               |                                               |